# Fiedorowskaja (rejon ust-kubiński)
Fiedorowskaja (ros. Федоровская) – wieś w Rosji, w rejonie ust-kubińskim obwodu wołogodzkiego. W 2021 r. liczyła 10 mieszkańców.